# 팡틴

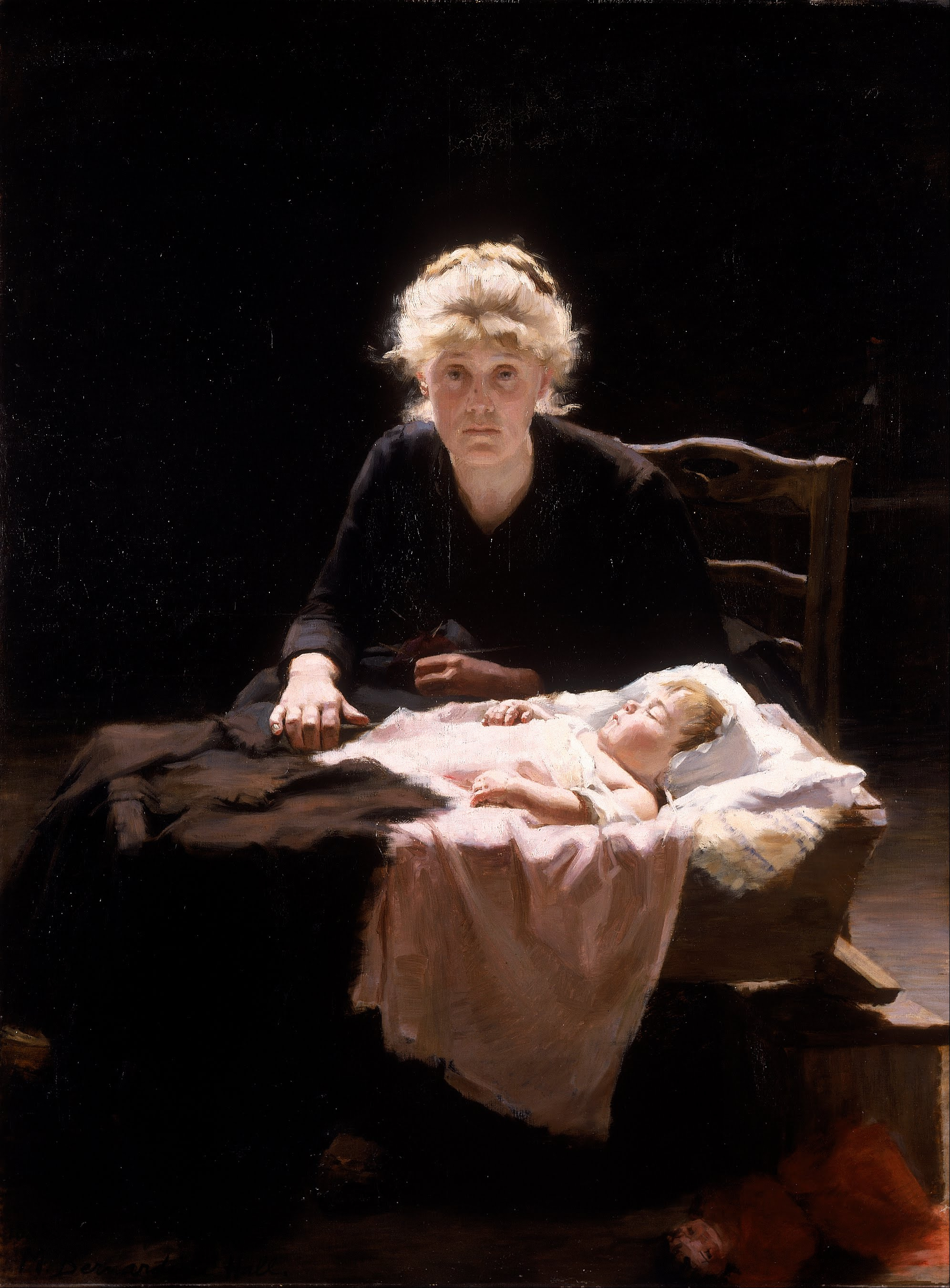

팡틴(프랑스어:Fantine)은 빅토르 위고의 소설 《레 미제라블》의 등장인물이다. 극중에서 팡틴은 약 1796년에 태어났으며, 1823년에 사망했다.
고아인 팡틴은 파리에 살고 있는 금발과 흰 치아를 가진 아름다운 노동자였는데, 부유한 집안의 학생인 펠릭스 톨로미에스와의 사이에 아이를 가졌으나 버려졌다. 비혼모인 팡틴은 그 또래인 아이들을 데리고 있는 테나르디에 부인을 마주치고 이야기를 나누다 코제트를 맡기고 돈을 벌러 간다. 고향인 몽트뢰유쉬르메르로 돌아가 일을 하던 그녀는 함께 일하는 직공들의 모함에 의해 공장에서 쫓겨나게 된다. 테나르디에 부부에게 보낼 돈을 벌기 위해 열심히 일했지만 결국 머리카락과 이빨을 팔고 성매매마저 하게 된 팡틴은 바마타부아라는 저질 신사에 의해 사건에 휘말려 자베르 경감에 의해 체포되는데 그 때 마들렌 시장 (장발장)과 직면하게 된다. 장발장은 그녀에게 그녀의 아이 코제트를 데려다 주기로 약속하고, 딸을 볼 수 있다는 희망을 품고 있던 그녀는 자베르 경감이 장발장의 정체를 알리는 바람에 충격으로 사망한다. 뮤지컬 《레 미제라블》과 뮤지컬 영화에서는 앓고 있던 지병인 결핵으로 숨을 거둔 것으로 묘사된다.